# Kalina zubatá
Kalina zubatá (Viburnum dentatum) je opadavý keř pocházející ze Severní Ameriky. V České republice je občas pěstována jako okrasná dřevina.

## Popis
Kalina zubatá je opadavý keř s dosti řídkými větvemi, dorůstající výšky 1 až 5 metrů. Letorosty jsou šedohnědé až červenavé. Listy jsou vstřícné, vejčité až okrouhle vejčité, bez palistů, 4 až 12 cm dlouhé, na bázi zaokrouhlené až mělce srdčité, dosti hrubě zubaté trojúhelníkovitými zuby. Čepel je na líci téměř lysá, na rubu hvězdovitě chlupatá. Žilnatina je zpeřená, s 5 až 11 páry postranních žilek. Řapík je asi 1 až 2,5 cm dlouhý. Květy jsou bílé, asi 4 mm široké, uspořádané v 5 až 8 cm širokých vrcholících. Kvete v květnu až červnu. Plody jsou modročerné, kulovité.

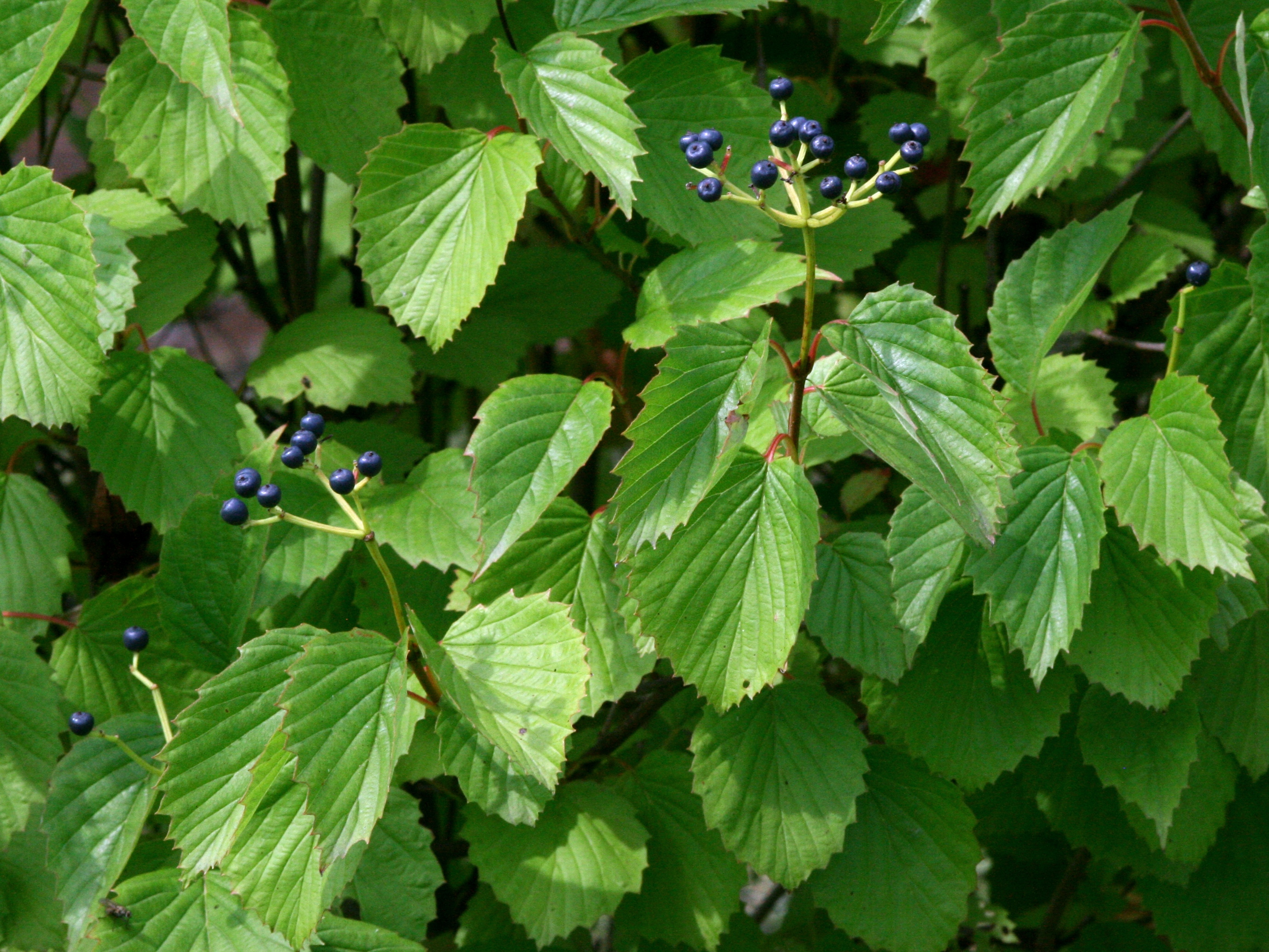
Kalina zubatá
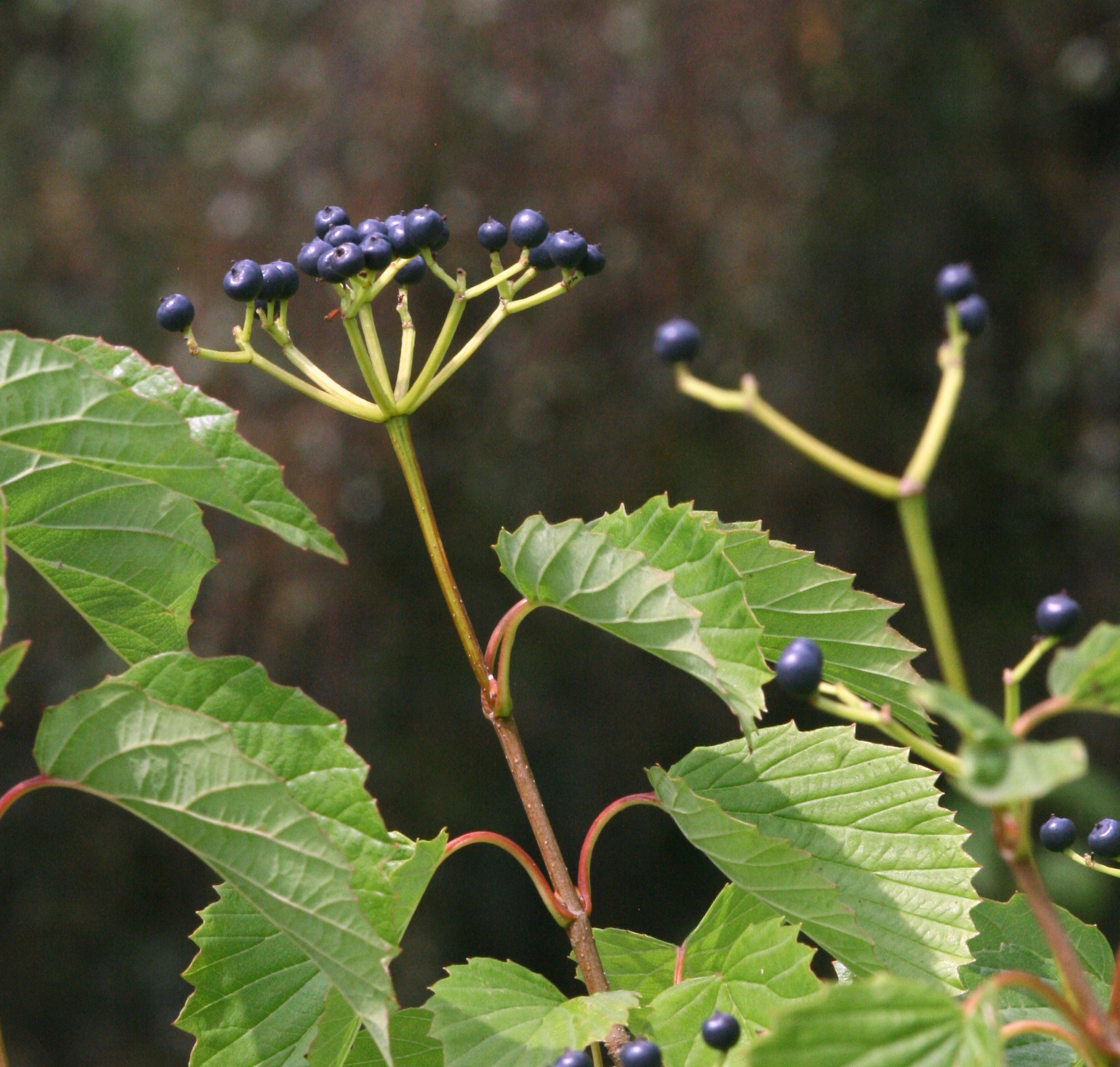
Plodenství kaliny zubaté
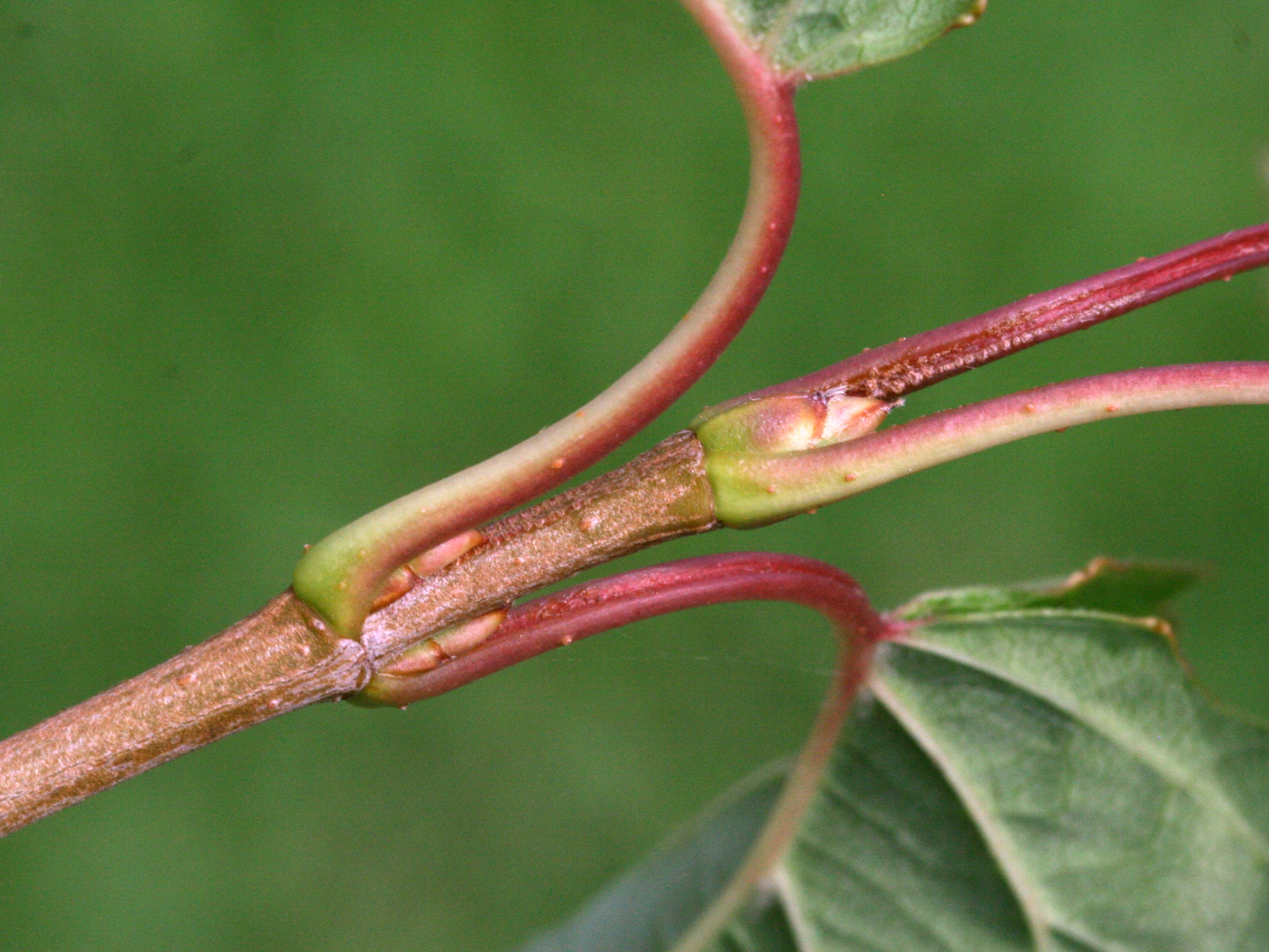
Detail pupenu kaliny zubaté
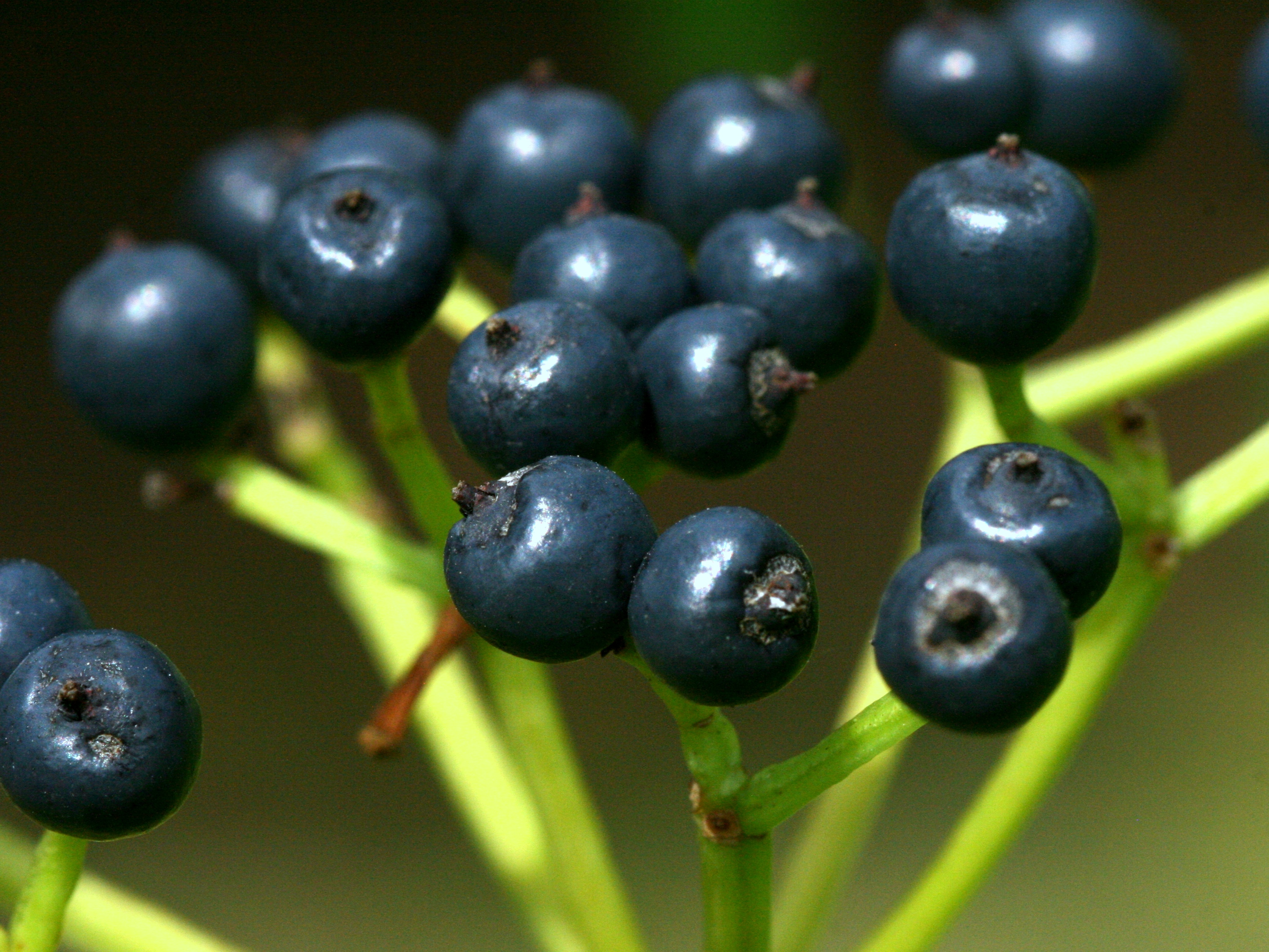
Detail plodů kaliny zubaté

## Rozšíření
Kalina zubatá je přirozeně rozšířena ve východní polovině USA a přilehlé oblasti Kanady. Roste v křovinách na vlhkých až bažinatých půdách, také však na sušších půdách a na písečných dunách.
Podobná kalina měkká (Viburnum molle), pocházející rovněž ze Severní Ameriky, se odlišuje listy s palisty a s čepelí na rubu chlupatou.

## Význam
Tato kalina je pěstována spíše zřídka. Uváděna je ze sbírek Arboreta Žampach a v kultivarech 'Autumn Jazz', 'Chicago Lustre' a 'Northern Burgundy' z Pražské botanické zahrady v Tróji a z Dendrologické zahrady v Průhonicích.

## Pěstování
Při dobré kvalitě půdy snáší kalina zubatá i sušší polohy. Množí se zelenými řízky řezanými v květnu nebo červnu. Semena z ne zcela dozrálých plodů je možno ihned vysít, přezrálá a přesušená semena je nutno stratifikovat.